# Harry C. Triandis
Harry Charalambos Triandis (* 16. Oktober 1926 in Patras; † 1. Juni 2019 in Carlsbad (Kalifornien)) war ein emeritierter Professor am Department für Psychology der University of Illinois at Urbana-Champaign. Er gilt als gilt als einer der Begründer der kulturvergleichenden Psychologie und war einer der führenden Einstellungsforscher.

## Leben
Triandis' frühes Leben war geprägt von den turbulenten Ereignissen des Zweiten Weltkriegs, die ihn mit verschiedenen Kulturen und menschlichen Verhaltensweisen konfrontierten. Er studierte Ingenieurswissenschaft an der McGill University in Montreal. 1951 erwarb er dort einen B.A.-Abschluss als Ingenieur, kurze Zeit später erwarb er in an der Universität von Toronto seinen Masterabschluss im Bereich der Handelswissenschaften. 1958 promovierte (Ph.D.) er in Psychologie an der Cornell University in Ithaka. Danach wechselte er an die Universität von Illinois, wo er bis zu seiner Pensionierung im Jahr 1997 tätig war.
Seine Forschung zur interkulturellen Psychologie erforderte die Zusammenarbeit mit Kollegen aus verschiedenen Kulturen; so umrundete er im Laufe seines Lebens viermal den Globus, verbrachte viele Monate in anderen Kulturen und hielt Vorträge in fast 40 Ländern auf allen Kontinenten. Er hatte Gastprofessuren an der University of California, Irvine, der University of Hawaiʻi at Mānoa, der Nanyang Technological University in Singapur und der Victoria University in Wellington, Neuseeland inne. Der Harry and Pola Triandis Doctoral Thesis Award wird von der American Association for the Advancement of Science verwaltet und alle zwei Jahre für die beste Dissertation in Cross-Cultural Psychology an der University of Illinois verliehen.
Im Laufe seines Lebens war er Präsident von sechs psychologischen Institutionen, und zwar der Interamerican Society of Psychology, der International Association for Cross-Cultural Psychology, der Society for Personality and Social Psychology, der Society for the Psychological Study of Social Issues, der Society for CrossCultural Research und der International Association of Applied Psychology.

## Werk
Er untersuchte die Konstrukte des Kollektivismus und des Individualismus und das damit einhergehende Konzept der In-Group und Out-Group. Kollektivisten sind Individuen, die sich in erster Linie als Teil eines Ganzen sehen, sei es eine Familie, ein Netzwerk von Mitarbeitern, ein Stamm oder eine Nation. Solche Menschen werden hauptsächlich durch die Normen und Pflichten motiviert, die ihnen von der kollektiven Einheit auferlegt werden. Individualisten sind durch ihre eigenen Vorlieben, Bedürfnisse und Rechte motiviert und geben persönlichen Zielen den Vorrang vor Gruppenzielen. Die Unterscheidung von Kollektivismus und Individualismus wandte er auf die Erklärung von Kriminalitätsraten, Scheidungsraten, Selbstwertgefühl, Wohlbefinden und allgemeine Verhaltensmuster in einer Gesellschaft an. Die frühe Forschung von Triandis zeichnete sich durch einen rigorosen methodischen Ansatz aus, der quantitative und qualitative Methoden zur Untersuchung kultureller Unterschiede kombinierte. Durch seine innovativen Methoden trug er auch zum Transfer von der Theorie in die Praxis interkulturellen Lernens bei, insbesondere mit dem Trainingskonzept Culture Assimilator.
Er führte mehrere weitere Forschungsprogramme durch. Das erste führte 1976 zu der Veröffentlichung „Variations in Black and White Perceptions of the Social Environment“. In einem zweiten Forschungsprogramm untersuchte er in den 1980er Jahren die Unterschiede zwischen der hispanischen und der angloamerikanischen Kultur im Zusammenhang mit den gesellschaftlichen Bedenken hinsichtlich der Integration der hispanischen Gemeinschaft. Ein weiteres Forschungsprogramm wurde mit seiner Arbeit über Selbsttäuschung 2009 abgeschlossen.

## Ehrungen
- 2011: Honorary International Fellow of the Center for Applied Cross-Cultural Research, Victoria University, Wellington
- 2012: Career Contributions Award der Society for Personality and Social Psychology
- 2004: Lifetime Contributions Award der International Academy for Intercultural Research
- 1994: Award for Distinguished Contributions to International Psychology
- Otto Klineberg Award der Society for the Psychological Study of Social Issues
- 1987: Ehrendoktorwürde der Nationalen und Kapodistrias-Universität Athen in Griechenland
- 1987: Scholar der University of Illinois
- 1984; Fellow der American Association for the Advancement of Science
- 1983: Distinguished Fulbright Professor in Indien
- 1982: Honorary Fellow der International Association for Cross-Cultural Psychology
- 1972–73: Guggenheim Fellow
- 1968–69: Fellow des Center of International Studies an der Cornell University
- 1964–65: Ford Foundation Faculty Fellow

## Publikationen (Auswahl)
Monografien
- Mit Ravinder K. Jain; Cynthia W. Weick: Managing Research, Development and Innovation: Managing the Unmanageable (3. Auflage). John Wiley & Sons, New York, NY 2010, ISBN 978-0-470-91494-6.
- Fooling ourselves: Self-deception in politics, religion, and terrorism. Praeger Verlag 2008.
- Individualism & collectivism. Westview Press, Boulder, Colorado 1995.
- Culture and social behavior. McGraw-Hill, New York City 1994.
- (Hrsg.) Handbook of cross-cultural psychology.  Allyn and Bacon, Boston 1980.
- Einstellungen und Einstellungsänderungen. Verlag Beltz, Weinheim 1975, ISBN 978-3-407-51074-7.

Zeitschriftenartikel
- Individualism-collectivism and personality. In: Journal of Personality, 2001, 69 (6), S. 908–924.
- Culture and conflict. In: International Journal of Psychology, 2000, 35 (2), S. 145–152.
- The psychological measurement of cultural syndromes. In: American Psychologist, 1996, 51 (4), S. 407–415.
- Collectivism and individualism as cultural syndromes. In: Cross-Cultural Research, 1993, 27 (3–4), S. 155–180.
- Social factors in science education. In: Instructional science, 1980, 9 (2), S. 163-181).
- Review of culture’s consequences: International differences in work-related values. In: Human Organization, 1982, 41 (1), S. 86–90.
- Mit Terence Mitchell: The culture assimilator: An approach to cross-cultural training. In: Journal of Applied Psychology, 1971.